# Ingrave
Ingrave – wieś w Anglii, w hrabstwie Essex, w dystrykcie Brentwood. Leży 18 km na południowy zachód od miasta Chelmsford i 35 km na wschód od Londynu.